# Rețeaua de refugiați Iskashiataa
Rețeaua de refugiați Iskashitaa (cunoscută anterior ca Rețeaua de recoltare a refugiaților Iskashitaa) este o organizație locală cu sediul în Tucson, Arizona, care lucrează cu voluntari și organizații locale pentru a oferi o varietate de servicii suplimentare refugiaților, pe lângă cele oferite de agențiile de relocare. Organizația a fost fondată de și se află în prezent sub conducerea Dr. Barbara Eiswerth, care deține un doctorat în Managementul Resurselor Zonelor Aride. Iskashitaa are o serie de programe concepute pentru a împuternici refugiații și a-i conecta cu personalul și voluntarii din comunitate. 
O componentă principală a acestor programe este recoltarea, sau recoltarea, produselor nedorite de la proprietarii de terenuri și fermierii comerciali. Eforturile de recoltare ale Iskashitaa au crescut de la recoltarea a câteva mii de kilograme de fructe în fiecare an la peste 110.000 de kilograme de fructe, nuci și legume anual: un total de un milion de porții de produse locale.

## Semnificație
Iskashitaa înseamnă „a lucra în cooperare” în limba poporului bantu somalez, numit Maay Maay. Ortografia rețelei Iskashitaa a fost aleasă de Eiswerth, deoarece nu exista o reprezentare scrisă a limbii Maay Maay la momentul înființării Iskashitaa. 
În primii ani, numele organizației era scris cu un asterisc ca Iskash*taa.

## Oameni
Iskashitaa a lucrat inițial cu bantușii somalezi, dar s-a extins pentru a lucra cu populații de refugiați din întreaga lume. Acești refugiați și solicitanți de azil sosesc din Afganistan, Bhutan, Myanmar, Burundi, Republica Centrafricană, Cuba, Republica Democratică Congo, Republica Congo, Egipt, Guineea Ecuatorială, Eritreea, Etiopia, Iran, Irak, Liberia, Rusia, Sudanul de Sud, Ucraina, Sudan, Somalia, Sudanul de Sud, Rwanda, Sudanul Irakului și Siria.

## Istorie
Eiswerth a lucrat ca cercetătoare în satele din Malawi și și-a scris disertația acolo. La întoarcerea sa în Tucson, a observat fructe putrezite care căzuseră din copaci și a început lucrările de recoltare pentru care Iskashitaa este cunoscută. Experiența sa în știința mediului și gestionarea terenurilor, combinată cu experiența sa în Africa, a inspirat-o să înceapă lucrările de recoltare pentru care Iskashitaa este cunoscută. „Ca om de știință în domeniul mediului, drumul către sustenabilitate constă în folosirea a ceea ce avem chiar aici”, spune ea. „Putem face ceea ce trebuie, și anume să nu lăsăm mâncarea să se irosească.”
În 2002, Eiswerth a lansat un proiect prin intermediul programului Tucson Youth Work Enhancement pentru a educa adolescenții locali de liceu despre resursele alimentare. Împreună, au cartografiat 162 de case cu 296 de pomi fructiferi. Fructele nedorite recoltate din acești pomi au fost apoi distribuite piețelor locale de fermieri și cantinelor sociale.
În 2003, Eiswerth a recrutat studenți refugiați pentru a participa la un proiect de identificare a locațiilor unde se iroseau produsele în Tucson, așa cum a făcut cu elevii de liceu. Tânărul refugiat a recoltat și a redistribuit aceste alimente. După ce a organizat încă două programe de cartografiere a tinerilor, Eiswerth a primit o subvenție de la United Way of America pentru a începe să recolteze în mod regulat împreună cu refugiații.
De atunci, Iskashitaa a strâns aproximativ 400.000 de kilograme de produse care au fost redistribuite miilor de locuitori din Tucson care se confruntă cu insecuritate alimentară. De-a lungul anilor, organizația a oferit lecții de engleză și înot pentru refugiați, cursuri de gătit pentru membrii comunității, cercuri de cusut și meșteșuguri și vânzări prin cataloage ale produselor fabricate de refugiații din Iskashitaa.

## Finanțare
Rețeaua de refugiați Iskashitaa este o organizație non-profit din Arizona. Fiind o organizație federală 501(c)(3), finanțarea Iskashitaa provine dintr-o combinație de donații, granturi și venituri obținute din vânzări.

## Obiective
Rețeaua de refugiați Iskashitaa este o organizație non-profit locală a cărei misiune este de a ajuta refugiații în călătoria lor către o viață împlinită în Tucson, folosind programe bazate pe mâncare ca punct de intrare în comunitate. Obiectivul principal al Iskashitaa este de a „împuternici refugiații prin crearea de oportunități de integrare mai bună în comunitatea extinsă din Tucson, dobândind în același timp abilități care le sunt de folos în America”. Programele organizației utilizează conexiuni, schimb de experiență și practica limbii engleze pentru a atinge acest obiectiv. Iskashitaa a construit o comunitate de creare de rețele între voluntarii și agențiile de refugiați din zona Tucson care cooperează pentru a face posibilă această misiune.

## Recunoaștere
Cartea Iskashitaa a fost publicată în numeroase publicații locale și naționale, precum Arizona Daily Wildcat, Eating Well, Zocalo Magazine, și Sow What, un manual al Cercetașelor din SUA, Atât Iskashitaa, cât și directoarea sa au primit mai multe premii și recunoașteri pentru munca lor. În 2007, Eiswerth a câștigat premiul Garden Crusader al Gardener's Supply Company, prin care a primit 12.000 de dolari în bani și premii pentru contribuția sa la această comunitate. 
În 2008, Eiswerth și-a prezentat planul de recoltare la o masă rotundă a inițiativelor comunitare și bazate pe credință. Documentarul Iskash*taa: An Invitation to Community, creat de Eiswerth, a câștigat un premiu „Portrete de compasiune” din partea Departamentului de Sănătate și Servicii Umane al SUA.
Pe lângă acestea, Eiswerth a fost numită finalistă națională la concursul „Comunitate pentru alimentație durabilă” și a primit, de asemenea, premiul Baha'i „Viziune în acțiune”, premiul pentru drepturile omului acordat de Church Women United, premiul umanitar Meyer și Libby Marmis al Federației Evreiești din Arizona de Sud și premiul „Lingura de argint” acordat de Interfaith Community Services. Munca lui Iskashitaa a fost recunoscută și de Casa Albă prin intermediul Inițiativei comunitare printr-un videoclip câștigător în „Portrete de compasiune”.
În plus, în 2011, Eiswerth, una dintre cele șase persoane recunoscute, a primit premiul Hon Kachina pentru voluntariat în statul Arizona pentru eforturile sale de voluntariat în comunitate.